# Contea di Kane (Illinois)
La contea di Kane (in inglese Kane County) è una contea dello Stato dell'Illinois, negli Stati Uniti. La popolazione al censimento del 2000 era di 404 119 abitanti. Il capoluogo di contea è Geneva.